# Csacsipacsi
A csacsipacsi (más néven Nem mindegy) egy nyelvi játék, amelynek lényege ugyanazon betűsorrend eltérő tagolásával új, értelmes kifejezések előállítása (pl.: „olykor csaló – oly korcs a ló”, „elmentem én – elment e mén”). Egyes változatokban a kezdőbetű változhat (például Bukaresti csukaresti, Szembe szélnek nem beszélnek). A játékszabályokat Czibor János fogalmazta meg Csukás Istvánnal folytatott beszélgetése során, de a játék előzményei fellelhetőek a 19. századi Pusztai Márton azóta elfelejtett költőnél is.  
Arany János nevéhez fűződik a következő, noha eredetileg nem csacsipacsi céljából íródott:
- Sás, kacsa, patkó, vályog
- Sáska csapat kóvályog

A csacsipacsit gyakran kérdés-felelet formájában játsszák, ilyenkor a kérdező megadja a kezdőbetűket, és meghatározza a betűsor értelmét (például: európai főváros pályaudvarának halétkezdéje, B és CS). Amire a válasz: bukaresti csukaresti.
A leghosszabb csacsipacsi Császár Ákos találmánya:
- Buszon hatalmas vadász kalaposan tíkcsavart dug asztalába, s badar álma:
- Huszonhat alma s vad ászka lapos, antik, csavart dugaszt a lábasba darál ma.

## Forrás
- Lukácsy András: Elmés játékok, játékos elmék. Budapest: Minerva. 1960.   167–174. o.
- Vargha Balázs: Játékkoktél. Bukarest: Kriterion. 1972.   62–64. o.